# Тууди
Ту́уди (эст. Tuudi), в начале XX века Ту́ди и Ту́ттомя́ги (эст. Tuttomägi), ещё ранее Та́ппус (нем. Tappus) и Та́ппусте (нем. Tappuste) — деревня в волости Ляэнеранна уезда Пярнумаа, Эстония. 
До административной реформы местных самоуправлений Эстонии 2017 года входила в состав волости Лихула уезда Ляэнемаа.

## География и описание
Расположена в 5 километрах к юго-западу от волостного центра — посёлка Лихула, и в 50 км к северо-западу от уездного центра — города Пярну. Высота над уровнем моря — 25 метров.
К югу от деревни находится верховое болото Тууди. Вдоль восточной границы деревни протекает река Тууди. Через деревню проходит шоссе Ристи—Виртсу—Куйвасту—Курессааре. 
Климат умеренный. Официальный язык — эстонский. Почтовый индекс — 63417.

## Население
По данным переписи населения 2021 года, в Тууди насчитывалось 142 жителя, из них 140 (98,6 %) — эстонцы.
По данным переписи населения 2011 года, в деревне проживали 180 человек, из них 173 (96,1 %) — эстонцы.
Численность населения деревни Тууди  по данным переписей населения:
| Год  | 1959 | 1970 | 1979  | 1989  | 2000  | 2011  | 2021  |
| ---- | ---- | ---- | ----- | ----- | ----- | ----- | ----- |
| Чел. | 65   | ↘ 35 | ↗ 221 | ↗ 337 | ↘ 262 | ↘ 180 | ↘ 142 |

## История
В письменных источниках 1548 года упоминается Thudikule (деревня), 1591 года — Tutimeki By (деревня), 1686 года — Tuttemeggi (мыза), 1923 года — Tuudi (поселение и деревня).  
Самое первое название деревни — Таппас (Tappas, 1564 год), в 1564 году упоминаются Tappis wackan и Tappasby. Производное название Таппусте было в ходу до начала XX века (Tappuste упоминается  в 1913 году). 
В 1920 годах, в ходе земельной реформы, на землях бывшей мызы Туттемегги (нем. Tuttemeggi, Тууди, эст. Tuudi mõis) возникло поселение, которое в 1939 году получило название деревня Нурме (эст. Nurme küla), при этом сохранилась и деревня Тууди. В 1977 году, в период кампании по укрупнению деревень, с Тууди была объединена часть деревни Вагивере (эст. Vagivere I, в народе — Лийваару (эст. Liivaaru)).

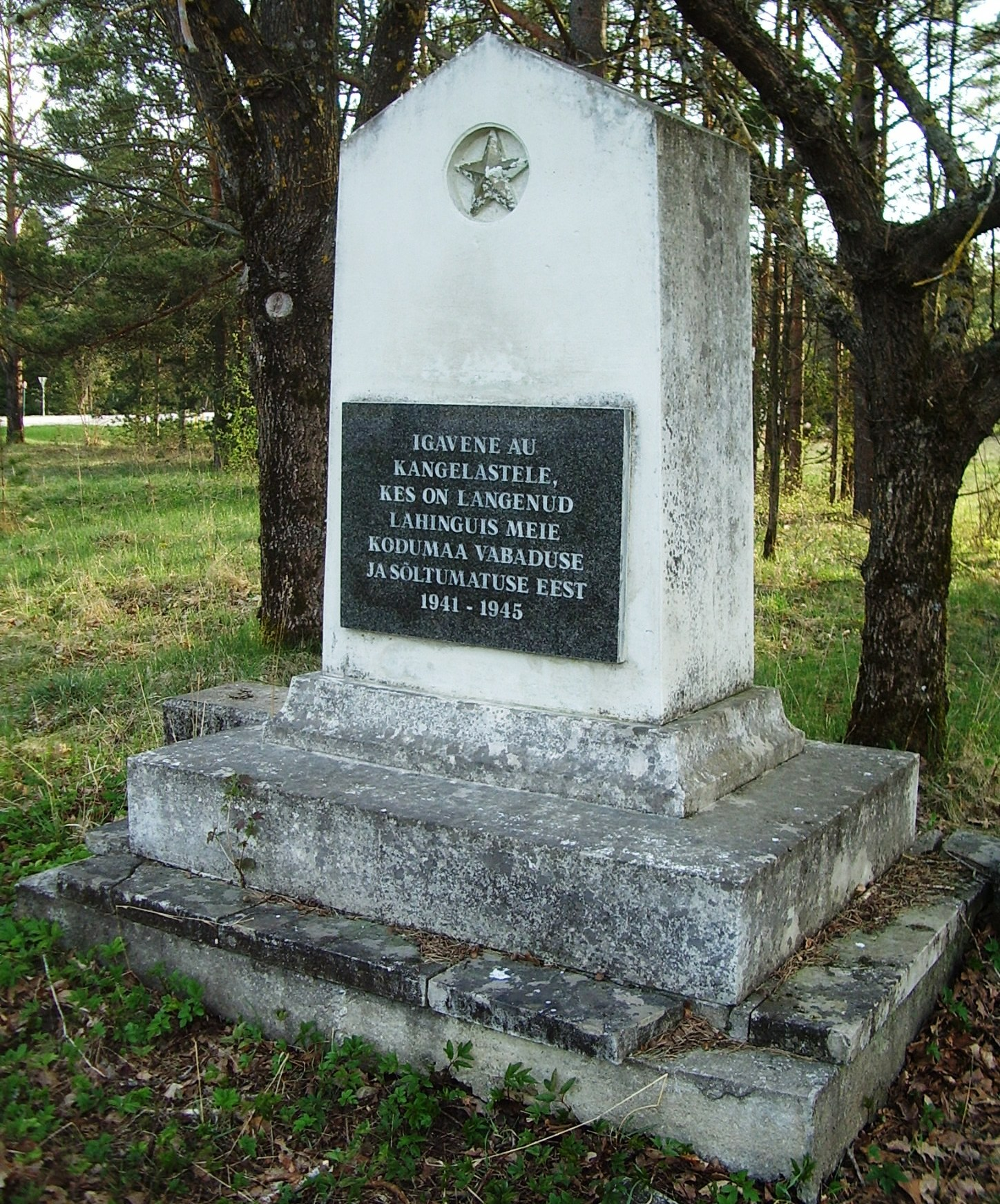
Памятник на братской могиле советских воинов, 2009 год (ликвидирован в 2022 году)

В августе 1941 года у деревни произошло большое сражение немецко-фашистских войск с частями Красной армии, в результате которого красноармейцам пришлось отступить.
В советское время в деревне, на братской могиле воинов Советской армии, павших во Второй мировой войне (исторический памятник с 1997 до 2023 года), был установлен памятник с надписью «Вечная слава героям, павшим в боях за свободу и независимость нашей Родины 1941—1945». Братская могила находилась на участке между дорогой Ристи—Виртсу и её ответвлением к деревне Саастна. В протоколе от 30 ноября 2022 года рабочая группа по советским памятникам при Госканцелярии Эстонии оценила этот памятник как «красный монумент», т. е. подлежащий демонтажу, но памятник был демонтирован ещё до даты публикации протокола. Согласно решению комиссии по военным захоронениям при Министерстве обороны Эстонии останки советских воинов были перезахоронены на кладбище (см. Список советских военных памятников Эстонии).

## Инфраструктура и экономика
До 2012 года в Тууди работала основная школа, которую затем объединили с Лихулаской гимназией (причина — нехватка денег у волости на содержание школы, проблема многих волостей Эстонии). В здание школы переехала библиотека, которая до этого работала в двух квартирах жилого дома.
В 1931–1968 годах в деревне, на железной дороге Рапла—Виртсу, работала железнодорожная станция Тууди. Вокзальное здание, двухэтажное кирпичное строение в стиле функционализма, сохранилось и было перестроено в стильный жилой дом.
В Тууди есть продуктовый магазин торговой сети «Coop» (ранее он принадлежал эстонской торговой сети «A&O»).
В деревне работает песочный карьер «Охемяэ» (эст. Ohemäe karjäär) предприятия «Lääne Teed OÜ».

## Происхождение топонима
Название деревни произошло от слова с корнем tuut ~ tuudi — ’обозначение зимней дороги, дорожный знак’ или tuut как ’маленький старинный деревянный плуг с клиновидным лемехом, который равномерно выталкивает почву с обеих сторон’.

## Галерея

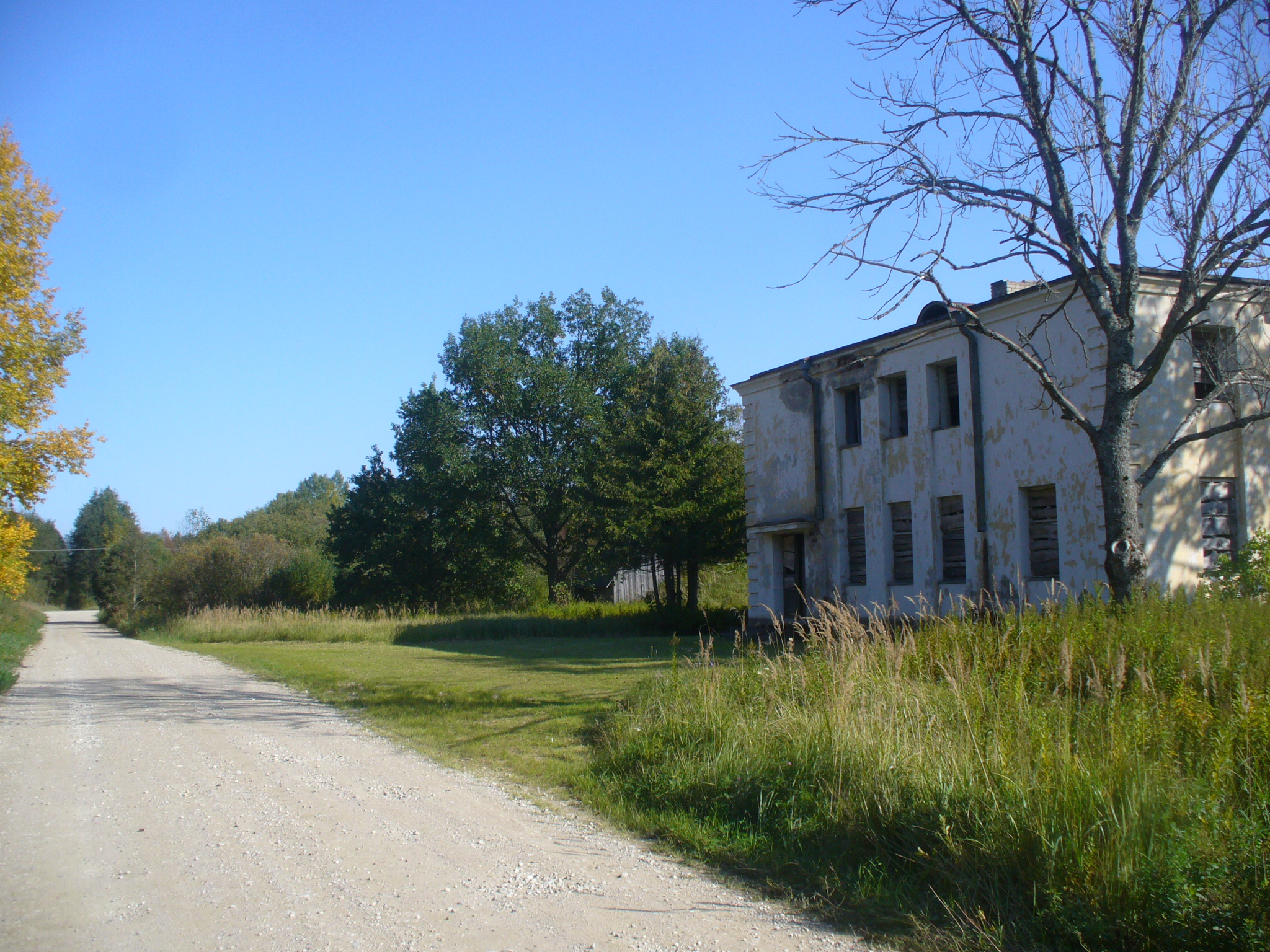
Разрушающееся здание ж/д вокзала Тууди в 2008 году
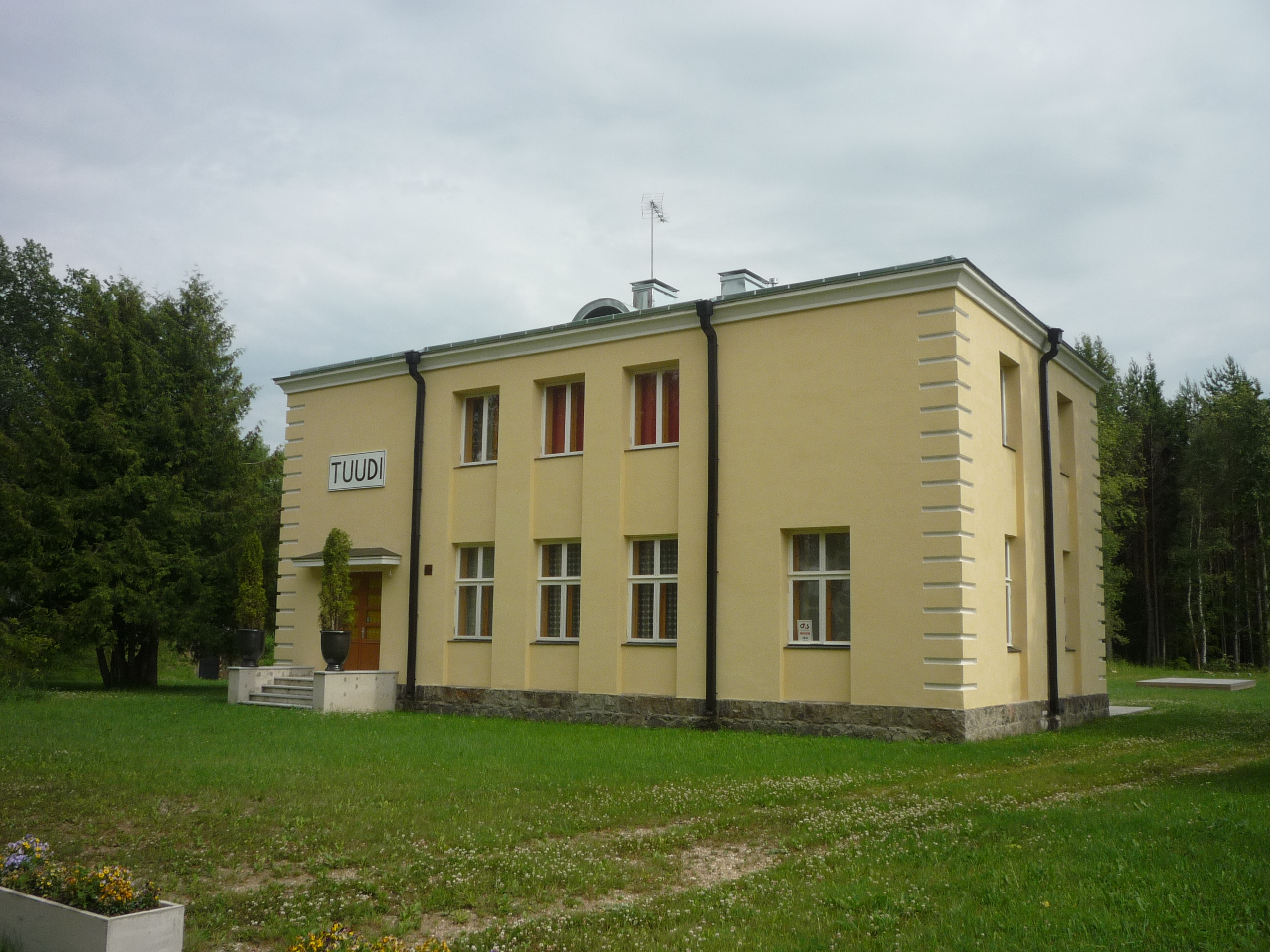
Реновированное и перестроенное здание вокзала в 2016 году
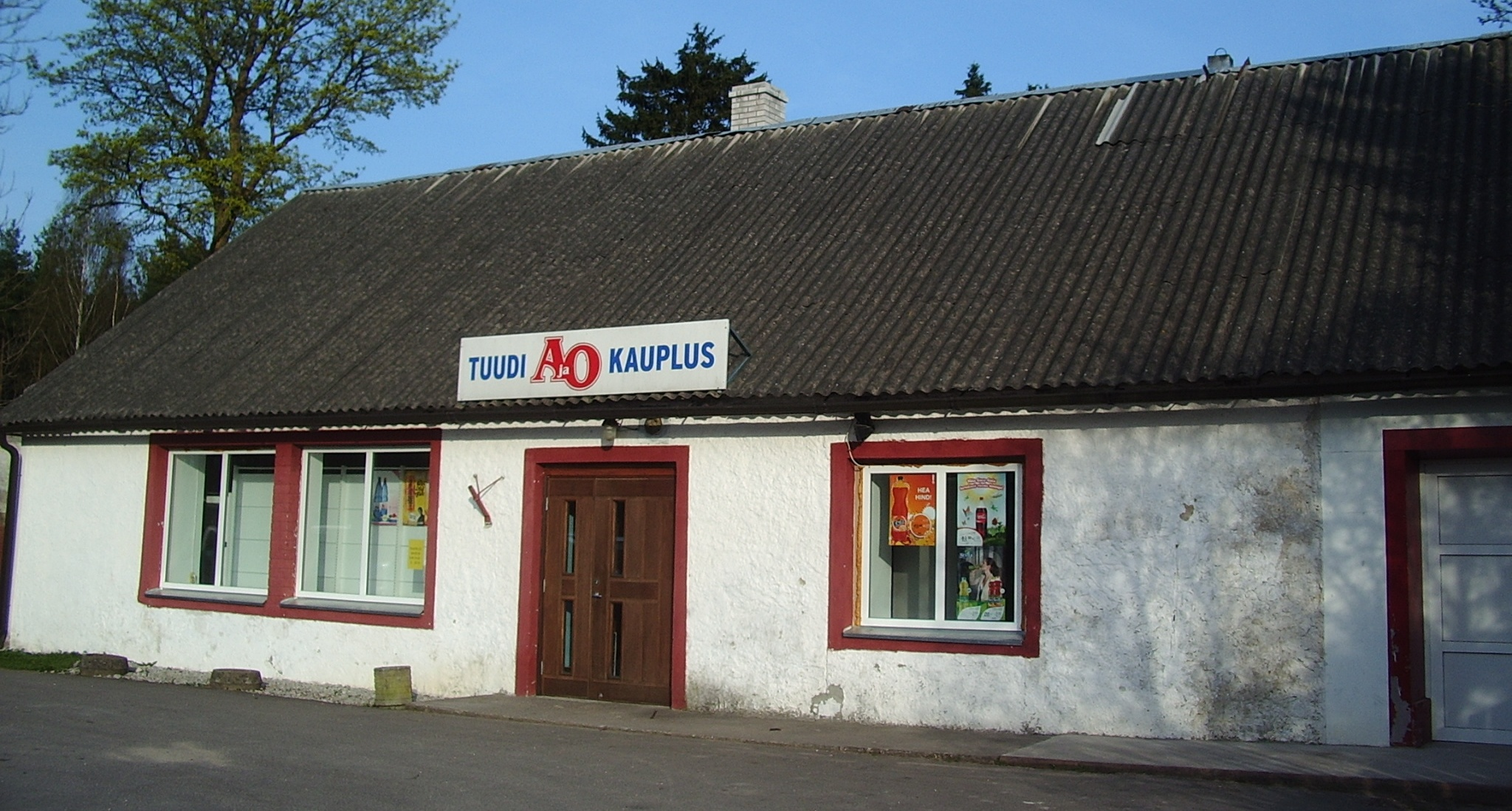
Деревенский продуктовый магазин в 2009 году
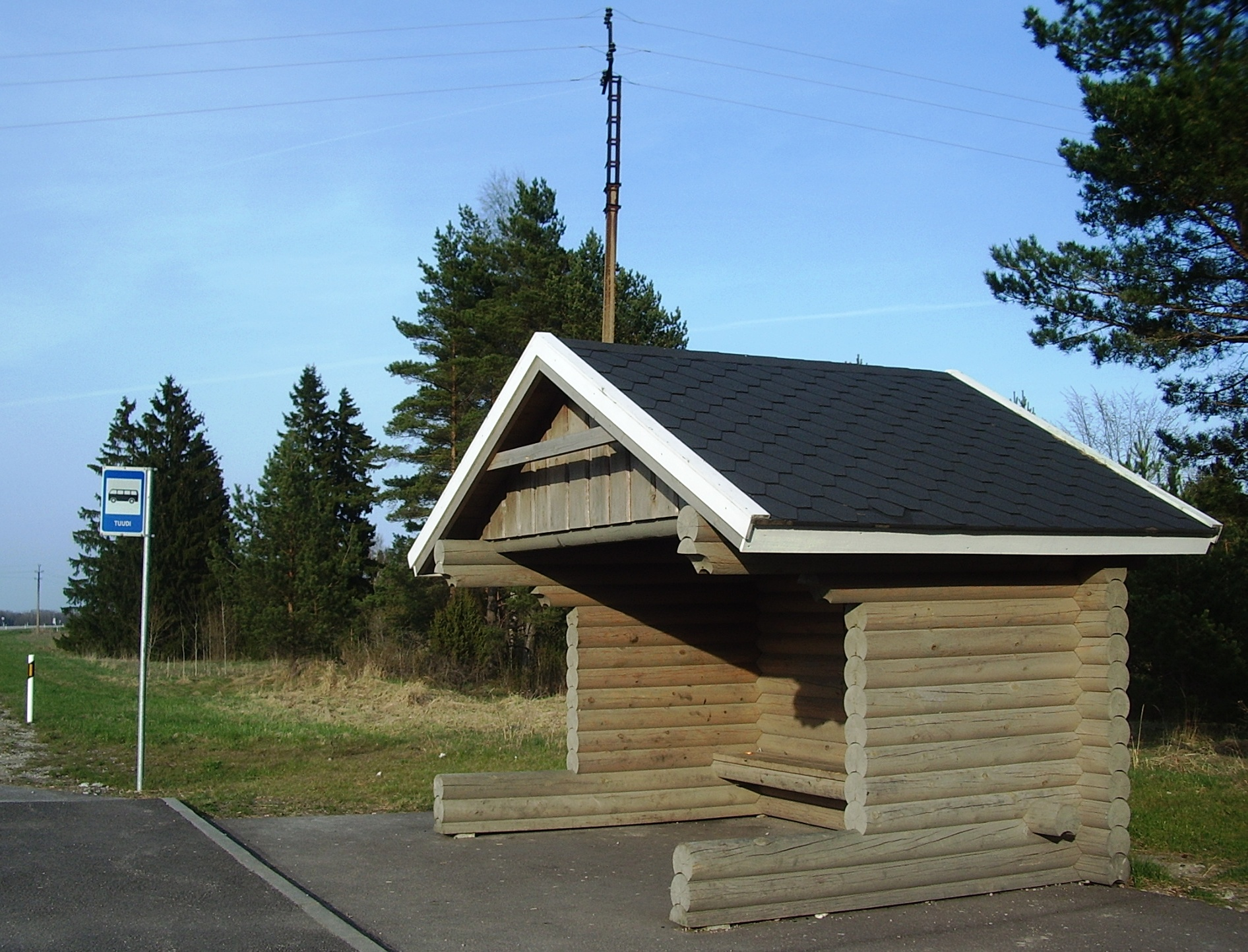
Автобусная остановка в Тууди